# پادشاه استتن آیلند
پادشاه استتن آیلند (انگلیسی: King of Staten Island) فیلم کمدی آمریکایی به کارگردانی جاد اپتاو و بازیگری پیت دیویدسون است. این فیلم که توسط اپتاو و دیویدسون نوشته‌شده‌است در ۱۹ ژوئن ۲۰۲۰ توسط یونیورسال پیکچرز اکران خواهد شد. داستان فیلم دربارهٔ زندگی خود پیت دیویدسون است و وقایع آن را به خصوص پس از، از دست دادن پدرش در وقایع ۱۱ سپتامبر دنبال می‌کند.